# Exposición General de primera categoría de Osaka (1970)
La Exposición General de primera categoría de Osaka (日本万国博覧会 Nihon bankoku hakuran-kai?) de 1970 (comúnmente abreviada Expo '70) fue regulada por la Oficina Internacional de Exposiciones y tuvo lugar del 15 de marzo al 13 de septiembre de dicho año en la ciudad japonesa de Osaka. En japonés la muestra solía recibir el nombre de Ōsaka Banpaku (大阪万博). El tema de la exposición fue "el Progreso y la Armonía de la Humanidad". Esta fue la primera exposición del BIE llevada a cabo en Japón. Setenta y siete países asistieron al acontecimiento, y durante seis meses, el número de visitantes alcanzó las 64.210.770 personas. La candidatura de la exposición se presentó el 11 de mayo de 1966.

## Exposición
Al igual que los Juegos Olímpicos de Tokio 1964, la exposición tuvo un gran éxito y sirvió como escaparate para mostrar el gran desarrollo que había experimentado Japón durante los años 1960. La muestra estaba situada en Suita, un suburbio de Osaka. Cuando el terreno fue elegido para albergar la exposición, no era más que un distrito rural cubierto por un bosque de bambú. Todas las infraestructuras fueron creadas para la muestra, y la zona experimentó un fuerte desarrollo. El diseñador de la exposición fue Kenzo Tange.

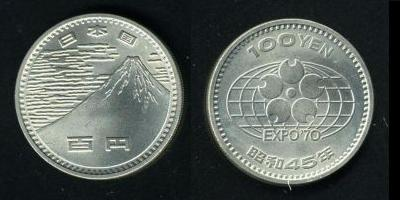
Moneda conmemorativa.

Uno de los atractivos de la muestra fue una gran roca lunar, que se exponía en el Pabellón de Estados Unidos. Esta roca había sido traída a la Tierra por parte de los astronautas de la misión de 1969 del Apolo 11.
El emplazamiento de la exposición es ahora el Parque Memorial de la Exposición (万博記念公園 Banpaku kinen-koen?). Casi todos los pabellones fueron demolidos. De entre algunos de los edificios completamente mantenidos, el más famoso es la Torre del Sol (太陽の塔; Taiyō-no tō), diseñado por el artista japonés Okamoto Taro. El antiguo pabellón de Museo Internacional de Arte diseñado por Kawasaki Kiyoshi fue usado como sede para el Museo Nacional de Arte de Japón hasta marzo de 2004.
También se construyó una cápsula del tiempo que no puede ser abierta hasta 5000 años después, es decir, hasta el 6970. La cápsula fue donada a Matsushita Electric.

## Países participantes
En esta exposición participaron 76 países:
| - Abu Dhabi - Afganistán - Alemania Occidental - Arabia Saudita - Argelia - Argentina - Australia - Bélgica - Birmania - Brasil - Bulgaria - Camboya - Canadá - Ceilán - Checoslovaquia - Chile - Chipre - Colombia - Costa de Marfil - Corea del Sur | - Costa Rica - Cuba - Dinamarca - Ecuador - Egipto - El Salvador - Estados Unidos - Etiopía - Filipinas - Finlandia - Francia - Gabón - Ghana - Grecia - Hong Kong - India - Indonesia - Irán - Irlanda - Islandia | - Italia - Japón - Kuwait - Laos - Madagascar - Malasia - Malta - Mauricio - México - Mónaco - Nepal - Nicaragua - Nigeria - Noruega - Nueva Zelanda - Países Bajos - Pakistán - Panamá - Perú - Portugal | - Reino Unido - República Centroafricana - República Dominicana - Santa Sede - Sierra Leona - Singapur - Suecia - Suiza - Tailandia - Taiwán - Tanzania - Turquía - Uganda - Unión Soviética - Uruguay - Venezuela - Vietnam del Sur - Zambia |